# Xã Pascola, Quận Pemiscot, Missouri
Xã Pascola (tiếng Anh: Pascola Township) là một xã thuộc quận Pemiscot, tiểu bang Missouri, Hoa Kỳ. Năm 2010, dân số của xã này là 539 người.